# Santé des bovins
 (mars 2013).
Cet article présente diverses informations sur les problèmes de santé des bovins comme les maladies infectieuses, les parasites et les troubles métaboliques.

## Maladies par agent transmissible non conventionnel (A.T.N.C.)
L'encéphalopathie spongiforme bovine (ESB), également appelée maladie de la vache folle est due à un prion.

## Maladies virales
- La fièvre aphteuse est causée par les dénominés FMDV (de l'anglais, foot-and-mouth disease virus), virus du genre aphthovirus de la famille des picornaviridae.
- La stomatite papuleuse est une maladie bénigne virale contagieuse des bovins (virus du genre Parapoxvirus, équivalent à celui de la pseudo-variole des bovins). Elle affecte principalement les jeunes bovins et elle est transmissible à l'homme.
- Actinobacillose ou langue de bois, maladie infectieuse chronique, commensal de la cavité buccale et du rumen. Cette maladie est due à une bactérie tellurique (actinobacillus lignieresii, bacille polymorphe Gram)
- Nécrobacillose ou stomatite croupale ou chancre (souvent associé à de mauvaise conditions d'hygiène). Cela est dû à la contamination d'une plaie par une bactérie (fusobactérium necrophorum) anaérobie filamenteuse ou en bâtonnet, elle se trouve principalement dans un environnement insalubre tels que le lisier ou le fumier.

## Maladies infectieuses générales[1]

### Coryza gangreneux
Infectieuse contagieuse d’origine virale qui touche beaucoup plus les bovins, des moutons, buffle et les cervidés en général, ainsi que d’autres espèces, cette maladie se caractérise par l’hyperthermie, adénopathie, jetage, larmoiement et écoulement oculaire mucopurulent, opacité bilatéral de la cornée, congestion et nécrose de la cavité buccale.

### Rhinotrachéite infectieuse bovine (IBR)
La rhinotrachéite infectieuse bovine, aussi connue sous le nom d'IBR, est une maladie virale des bovins causée par l'herpèsvirus bovin de type 1 (BoHV-1) et qui se manifeste par une rhinotrachéite, une atteinte oculaire et des troubles de la reproduction.

### Fièvre catarrhale ovine chez les bovins (bluetongue)
Bovin étant sujet à la fièvre catarrhale ovine
La fièvre catarrhale ovine ou FCO (ou maladie de la langue bleue) est une maladie virale contagieuse, transmise par des moucherons piqueurs du genre Culicoides (famille des Ceratopogonidae), touchant les ruminants sauvages ou d'élevages, mais principalement les moutons, moins souvent les chèvres, bovidés, les cervidés, dromadaires et antilopes.

### infection par le virusBVD-MD - Maladie des muqueuses
Le complexe diarrhée virale bovine (ou BVD, de l'anglais Bovine viral diarrhea) / maladie des muqueuses (ou MD, de l'anglais Mucosal disease) est une maladie infectieuse et contagieuse des bovins, causée par un virus de la famille des Flaviviridae, du genre Pestivirus : le virus de la BVD (ou BVDV, de l'anglais Bovine viral diarrhea virus). La particularité de cette affection réside dans ses deux formes présentant chacune un tableau clinique, un schéma pathogénique et un aspect épidémiologique différents.

### Salmonellose
La salmonellose est une infection bactérienne due aux entérobactéries de type Salmonella, responsables de fièvres typhique ou para-typhique (maladies à déclaration obligatoire), de gastro-entérites, de toxi-infections alimentaires.

### Listériose fièvre catarrhale ovine
Maladie contagieuse et inoculable, due à la prolifération d'une bactérie ubiquitaire, Listeria monocytogenes. Elle atteint certains animaux (bovins, ovins, porcins, etc.) carencés ou ayant consommé trop d'ensilage sous forme sporadique ou enzootique. C'est une zoonose grave.

### Entérotoxémies
Une entérotoxémie est une maladie mortelle après une brève évolution (quelques heures) due au développement anormalement important des bactéries anaérobies Clostridium perfringens et Clostridium sordelli dans la caillette des ruminants.

### Charbon bactéridien
- Autre noms : anthrax, charbon bactérien, fièvre charbonneuse, sang de rate

Cette maladie infectieuse, inoculable, de nombreux animaux dont des oiseaux et de l'homme, à répartition mondiale, est due à Bacillus anthracis ou bactéridie de Davaine, un bacille trapu à bout carré qui forme des spores. C'est une infection sporadique tellurique (liée aux champs maudits car la bactérie sporule à l'air), ou apportée par un aliment souillé (viande charbonneuse donnée aux carnivores, farine de viande charbonneuse utilisée dans les aliments du bétail...).

### Fièvre Q
La fièvre Q ou coxiellose est une maladie causée par la bactérie Coxiella burnetii. Ce micro-organisme est répandu dans le monde entier, les réservoirs de l’agent pathogène sont nombreux chez les mammifères sauvages et domestiques : on peut le détecter chez les bovins, les moutons, les chèvres et autres mammifères domestiques, ainsi que les chats et les chiens.

## Parasitisme

### Parasites externes
Les bovins sont concernés par différents parasites externes, notamment des insectes et leurs larves. Le varon par exemple, est une larve de deux espèces de mouches, Hypoderma bovis et Hypoderma lineatum, Les bovins peuvent également abriter des poux et des gales, parmi lesquelles on distingue la gale choriotique, la gale sarcoptique et la gale psoroptique. D’autres insectes comme les taons, les mouches et les moucherons ne sont pas forcément des parasites proprement dit, mais provoquent une gêne importante et peuvent transmettre certaines maladies : les mouches peuvent causer des kératites à Moraxella ou des théralites et les simulies sont mis en cause dans les cas de mammites de pâturage et d’épérythrozoonose. L’hippobosque du bovin, une mouche qui ne vole pas, fréquente les replis proche de la queue et est responsable d’irritations. Les insectes ne sont pas les seuls parasites externes des bovins. On peut également rencontrer des acariens comme la tique, qui véhicule de très nombreuses maladies : la piroplasmose, l’épérythrozoonose, la brucellose, la chlamydiose, la leucose bovine, la maladie des muqueuses et la fièvre Q. Les teignes, de petits champignons microscopiques, sont  de dartres croûteuses, épaisses et grisâtres au niveau de la tête, à proximité des yeux et des oreilles.

## Troubles métaboliques

### Troubles de l'alimentation
Le bon fonctionnement de la digestion dans la panse peut être troublée par des variations de l'acidité engendrant une perturbation de la flore ruminale, certaines bactéries pouvant proliférer anormalement. Le problème le plus fréquent est l'acidose, qui se caractérise par un pH trop acide dans la panse et est liée à une consommation excessive d'aliments riches en amidon comme les céréales. Elle peut être aigüe et alors potentiellement fatale pour l'animal ou chronique et donc moins impressionnante. Des aliments broyés comme l'ensilage de maïs comportent également un risque d'acidose car leur temps de mastication est faible et il ne permettent donc pas une salivation suffisante pour réguler le pH de la panse. Les aliments grossiers sont donc à préconiser pour limiter ce risque.  L'alcalose est au contraire liée à une augmentation du pH. Elle est provoquée par une augmentation rapide de la teneur en ammoniac dans le rumen à la suite de la dégradation de la matière azotée de la ration. L'alcalose provoque parfois un arrêt de la rumination pouvant se compliquer par une météorisation. L'animal court alors le risque de mourir asphyxié. L'alcalose se produit généralement lors du pâturage de prairies de la plupart (le lotier n'engendrant pas ce problème) des légumineuses jeunes.
En cas de surcharge alimentaire au niveau du rumen, le problème se reporte fréquemment sur les intestins. Ceux-ci peuvent réagir en évacuant le trop plein par le biais d'une diarrhée. Mais s'il y a un ralentissement du transit intestinal, certaines bactéries, les clostridies, peuvent proliférer dans les intestins et la toxine qu'elles synthétisent met en péril l'animal : c'est l'entérotoxémie. Des transitions alimentaires trop brutales sont des causes fréquentes de troubles intestinaux.
Les bovins peuvent également être victimes d'intoxications alimentaires. Celles-ci peuvent trouver leur origine dans des aliments mal conservés : la présence de terre favorise l'apparition de listériose et les moisissures sont responsables entre autres de nécroses du cortex cérébral et d'avortements. Au pâturage, les intoxications les plus fréquentes sont liés à la consommation de glands, de colchique, de mercuriale et d'ossifrage, qui provoquent généralement des diarrhées. La consommation de pousses ou de branches d'if tombées au sol est plus préoccupante car elles contiennent un poison nerveux violent.
Les bovins peuvent souffrir de carence en différents minéraux. Les cas les plus fréquents sont la carence en calcium, également appelée fièvre de lait, après le vêlage, et la carence en magnésium ou tétanie d'herbage à la mise à l'herbe. Des carences en vitamines liposolubles (A, D, E et K) sont également possibles. Par contre, les autres vitamines (B et C) sont synthétisées par les micro-organismes de la panse.

## Maladies de la bouche, de la langue, du mufle
- stomatite
- actinobacillose ou langue de bois
- nécrobacillose
- affections de l’œsophage et du réticulo-rumen
- indigestions, inrumination, météorisation
- obstruction de l’œsophage
- réticulo-péritonite traumatique et ses complications

## Les boiteries

### Types de pathologies

#### Le Fourchet (ou dermatite interdigitée)
Le Fourchet est une infection bactérienne (nodosus) qui se développe dans un milieu particulier : chaud et humide. Le fourchet provoque une inflammation humide de la peau interdigitale, il s'étend sur la corne du talon où la production de corne est anormale et de mauvaise qualité. Des fissures se créent dans la corne et accélèrent l'irritation du pododerme, ce qui provoque une surproduction de corne.
La corne en surproduction ne permet pas une formation normale de l'onglon, de ce fait le pododerme subit une irritation encore plus forte et provoque une nouvelle fois une surproduction de corne. Si la surproduction de corne perdure, l'apparition d'un ulcère de la sole est possible .
Pour éviter l'apparition du fourchet, il faut prendre en compte l’hygiène de l'environnement ainsi que la qualité du logement,.

#### Le panaris
Le panaris est une inflammation douloureuse et rouge due à l'entrée de germes microbiens par une plaie de la peau créée par un petit traumatisme au niveau interdigitale. Cette lésion qui apparaît brusquement peut être plus ou moins étendue.
Les 3 principaux critères qui caractérisent le panaris sont :
- La sévérité de la boiterie
- La soudaineté de l'apparition
- La symétrie de l'inflammation

Ces 3 critères doivent être présents pour diagnostiquer un panaris. Le panaris est la seule lésion qui nécessite un traitement antibiotique injectable dès le départ. Si cela n’est pas fait alors il y a un risque d’éclatement de la peau interdigitale qui va créer une plaie interdigitale profonde.

#### L’ulcère de la sole ou cerise
L’ulcère et la cerise sont  deux états d'une même lésion :
- L’ulcère est un trou situé dans la sole (l'onglon est constitué de la corne de la muraille, de la corne de la sole et de la corne du talon. La sole est la partie inférieure de la corne) à la jonction entre le talon et la sole. Cette zone est même appelée « zone typique de la sole ».

- La cerise est un tissu de bourgeonnement issu du pododerme comblant plus ou moins l’ulcère de la sole.

L’ulcère de la sole apparaît après à une blessure qui a permis l’entrée des germes microbiens phathogénes. Les ulcères de la sole sont considérés comme le stade final des hémorragies de la sole. Il s'agit d'une affection très douloureuse du fait de la compression du tissu vivant, provoquée par une surcharge excessive. Un œdème se forme. En l'absence de traitement, l'ulcère peut s'accompagner d'infection susceptible de gagner les tissus profonds et d'y affecter le tendon fléchisseur profond. Dans les cas les plus sévères, l'infection peut entraîner la rupture de celui-ci. Un bovin souffrant d'un ulcère de la sole essaiera de soulager le plus possible l'onglon ulcéré en modifiant son appui. Les membres sont portés en abduction avec les jarrets quelque peu serrés comme pour la plupart des affections d'onglons.
Trois niveaux de gravité peuvent être distingués en fonction de :
- la profondeur de l’ulcère,
- l’existence ou non de complications profondes,
- la protrusion du tissu de bourgeonnement.

La boiterie est progressive et donc l'intervention est souvent tardive malgré le caractère grave de ces lésions. Le traitement de l'ulcère de la sole consiste à faire marcher l'animal le plus possible sur l'onglon sain. Si l'onglon ulcéré ne peut être suffisamment abaissé, il est question de fixer une cale sous l'onglon sain afin de soulager l'onglon ulcéré. Il convient d'amincir autant que possible la couche de corne autour de la lésion, et d'éliminer les éventuels rebords abrupts de corne ainsi que les doubles soles. Il est inutile de panser l'ulcère de la sole. Si les pansements ne sont pas retirés à temps, ils peuvent même aggraver la lésion. Une fois la pression sur l'ulcère supprimée, la plaie guérit mieux à l'air libre.
La notation du niveau de gravité est intéressante pour l’ulcère à l’échelle du troupeau surtout dans la distinction entre les niveaux 1 et 2 et le niveau 3. La présence d’ulcère de niveau 3 indique une gestion tardive ou inadaptée de ces lésions par l’éleveur. 
La prévention consiste à éviter les affections de l'onglon, telles que la dermatite interdigitée (fourchet) et la fourbure, ainsi que les hémorragies de la sole et les agressions extérieures. Un parage préventif réalisé au minimum deux fois par an permet de réduire la croissance excessive de la corne au niveau de l'onglon postéro-externe, de réduire le risque de fourchet, et de ce fait, de réduire la survenue d'ulcères de la sole.

### Les principales causes

#### L’hygiène de l’environnement
Un sol humide est très favorable à la transmission de germes et de bactéries, ce qui provoque notamment la maladie de Mortellaro et le panaris. Les vaches qui restent en bâtiment toute l’année ont les pattes en permanence dans l’humidité, ce qui favorise le développement de germes et des bactéries.

#### La propreté des pattes des animaux
La propreté des pattes est primordiale pour éviter une contamination du pied. Si les pattes des animaux sont sales et si le sol est abrasif, la peau est fragilisée ce qui favorise la pénétration des germes et des bactéries. La propreté des aires d’exercices compte énormément, il faut donc limiter l’humidité et la saleté des aires d’exercices. Pour cela, le racleur automatique passé plusieurs fois dans la journée permet d’enlever les déjections et de laisser derrière lui un sol propre.

#### La qualité du logement
Le type de sol ainsi que la litière sont aussi des éléments majeurs à prendre en compte.

#### La génétique
Elle peut être l’une des causes d’apparition des boiteries. Une vache possédant de mauvais aplombs va avoir des mauvaises postures, ce qui va favoriser l’apparition des boiteries. Cette vache peut transmettre ses défauts à ses descendants.

### La prévention
- Garder au maximum les sols propres

- Regarder de temps en temps le dessous des pattes des vaches à l’aide d’une cage de parage

- La mise en place de pédiluve

- Le parage

- La génétique (génotypage)

- Pulvérisation d’un produit désinfectant et asséchant[6]

### Comment diagnostiquer les animaux?
- Regarder la courbe du dos de la vache qui sera généralement arrondie lors d’une boiterie.

- Regarder l’allure de marche : une vache va montrer de nombreux signes de présence d’une boiterie lors de son déplacement.

- Présence anormale de signes distinctifs sur les aplombs de l’animal (grosseur, rougeur….).

- Comportement anormal : moins de déplacement, l'animal reste principalement couché.

- Lever les pattes des vaches reste la meilleure solution pour diagnostiquer une pathologie[7],[8].